# Curling a 2006. évi téli olimpiai játékokon
A 2006. évi téli olimpiai játékokon a curlingtornákat február 13. és 24. között rendezték meg a pineroloi Palazzo Polifunzionale del Ghiaccio csarnokban.

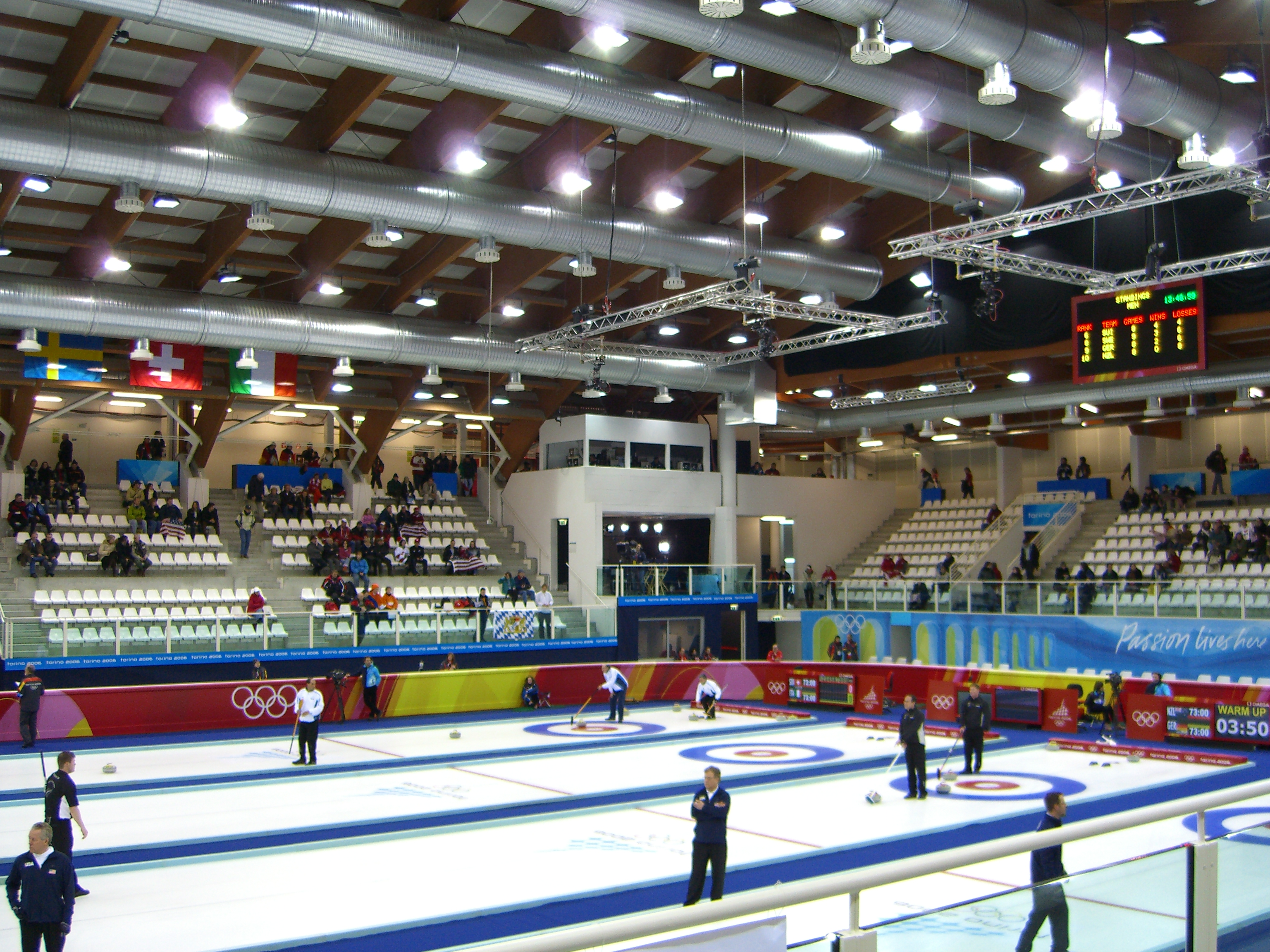
Pineroloi curling csarnok

## Éremtáblázat
(Az egyes számoszlopok legmagasabb értéke, vagy értékei vastagítással kiemelve.)
| A 2006. évi téli olimpiai játékok éremtáblázata curlingben | A 2006. évi téli olimpiai játékok éremtáblázata curlingben | A 2006. évi téli olimpiai játékok éremtáblázata curlingben | A 2006. évi téli olimpiai játékok éremtáblázata curlingben | A 2006. évi téli olimpiai játékok éremtáblázata curlingben | Olimpia  |
| ---------------------------------------------------------- | ---------------------------------------------------------- | ---------------------------------------------------------- | ---------------------------------------------------------- | ---------------------------------------------------------- | -------- |
|                                                            | Ország                                                     | Arany                                                      | Ezüst                                                      | Bronz                                                      | Összesen |
| 1.                                                         | Kanada (CAN)                                               | 1                                                          | 0                                                          | 1                                                          | 2        |
| 2.                                                         | Svédország (SWE)                                           | 1                                                          | 0                                                          | 0                                                          | 1        |
|                                                            |                                                            |                                                            |                                                            |                                                            |          |
| 3.                                                         | Finnország (FIN)                                           | 0                                                          | 1                                                          | 0                                                          | 1        |
| 3.                                                         | Svájc (SUI)                                                | 0                                                          | 1                                                          | 0                                                          | 1        |
|                                                            |                                                            |                                                            |                                                            |                                                            |          |
| 4.                                                         | Egyesült Államok (USA)                                     | 0                                                          | 0                                                          | 1                                                          | 1        |
|                                                            |                                                            |                                                            |                                                            |                                                            |          |
| Összesen                                                   | Összesen                                                   | 2                                                          | 2                                                          | 2                                                          | 6        |

## Érmesek

### Férfi torna
| A 2006. évi téli olimpiai játékok érmesei férfi curlingben | A 2006. évi téli olimpiai játékok érmesei férfi curlingben                    | A 2006. évi téli olimpiai játékok érmesei férfi curlingben     | A 2006. évi téli olimpiai játékok érmesei férfi curlingben |
| ---------------------------------------------------------- | ----------------------------------------------------------------------------- | -------------------------------------------------------------- | ---------------------------------------------------------- |
| Arany                                                      | Ezüst                                                                         | Bronz                                                          |                                                            |
| Kanada (CAN)                                               | Finnország (FIN)                                                              | Egyesült Államok (USA)                                         |                                                            |
| Brad Gushue Mark Nichols Russ Howard Jamie Korab Mike Adam | Markku Uusipaavalniemi Wille Mäkelä Kalle Kiiskinen Teemu Salo Jani Sullanmaa | Pete Fenson Shawn Rojeski Joseph Polo John Shuster Scott Baird |                                                            |

### Női torna
| A 2006. évi téli olimpiai játékok érmesei női curlingben           | A 2006. évi téli olimpiai játékok érmesei női curlingben            | A 2006. évi téli olimpiai játékok érmesei női curlingben                  | A 2006. évi téli olimpiai játékok érmesei női curlingben |
| ------------------------------------------------------------------ | ------------------------------------------------------------------- | ------------------------------------------------------------------------- | -------------------------------------------------------- |
| Arany                                                              | Ezüst                                                               | Bronz                                                                     |                                                          |
| Svédország (SWE)                                                   | Svájc (SUI)                                                         | Kanada (CAN)                                                              |                                                          |
| Anette Norberg Eva Lund Cathrine Lindahl Anna Svärd Ulrika Bergman | Mirjam Ott Binia Beeli Valeria Spälty Michèle Moser Manuela Kormann | Shannon Kleibrink Amy Nixon Glenys Bakker Christine Keshen Sandra Jenkins |                                                          |